# Circle the Wagons
A Circle the Wagons a norvég Darkthrone együttes tizennegyedik nagylemeze. 2010. április 5-én jelent meg a Peaceville Records kiadó által. A zenekar dobosa, Fenriz az album zenéjét tekinti a zenekar "heavy metal/speed metal-punk"-alapú védjegyének, és megállapította, hogy ez egy nagy elrugaszkodás a Darkthrone régi black metal stílusához képest. Nagyjából az album felét Nocturno Culto, a másik felét Fenriz írta meg.
Az album katalógusszáma, az "ANTI-KING OV HELL 001" szerepel az album jegyzetei között.

## Számlista
| 1.    | Those Treasures Will Never Befall You | Fenriz                 | 4:21 |
| 2.    | Running for Borders                   | Nocturno Culto         | 4:04 |
| 3.    | I Am the Graves of the 80s            | Fenriz                 | 3:07 |
| 4.    | Stylized Corpse                       | Nocturno Culto         | 7:33 |
| 5.    | Circle the Wagons                     | Fenriz                 | 2:46 |
| 6.    | Black Mountain Totem                  | Fenriz, Nocturno Culto | 5:36 |
| 7.    | I Am the Working Class                | Fenriz                 | 5:08 |
| 8.    | Eyes Burst at Dawn                    | Nocturno Culto         | 3:49 |
| 9.    | Bränn inte slottet                    | Fenriz                 | 4:37 |
| 40:50 |                                       |                        |      |

## Közreműködők
- Nocturno Culto – ének, gitár, basszusgitár
- Fenriz – ének, dob
- Dennis Dread – albumborító

## Listahelyezések
| Lista (2010)      | Helyezés |
| ----------------- | -------- |
| Norvég albumlista | 23       |

## Fordítás
Ez a szócikk részben vagy egészben  a   Circle the Wagons című angol Wikipédia-szócikk fordításán alapul.  Az eredeti cikk szerkesztőit annak laptörténete sorolja fel. Ez a jelzés csupán a megfogalmazás eredetét és a szerzői jogokat jelzi, nem szolgál a cikkben szereplő információk forrásmegjelöléseként.